# داریا یورا
داریا یورا (به انگلیسی: Daria Joura) ژیمناست زادهٔ ۲ مهٔ ۱۹۹۰ میلادی اهل کشور استرالیا است.